# Шатобриан (кантон)
Шатобриан (фр. Châteaubriant) — кантон во Франции, находится в регионе Пеи-де-ла-Луар, департамент Атлантическая Луара. Входит в состав округа Шатобриан-Ансени.

## История
До 2015 года в состав кантона входили коммуны Рюфинье, Сент-Обен-де-Шато, Судан и Шатобриан.
В результате реформы 2015 года состав кантон изменился: в него вошли коммуны упразднённых кантонов Муадон-ла-Ривьер, Руже и Сен-Жюльен-де-Вувант.

## Состав кантона с 22 марта 2015 года
В состав кантона входят коммуны (население по данным Национального института статистики за 2019 г.):
- Вильпо (682 чел.)
- Гран-Оверне (769 чел.)
- Жюинье-де-Мутье (332 чел.)
- Иссе (1 807 чел.)
- Ла-Мейре-де-Бретань (1 547 чел.)
- Ла-Шапель-Глен (798 чел.)
- Луифер (986 чел.)
- Муадон-ла-Ривьер (1 968 чел.)
- Нуаяль-сюр-Брюс (591 чел.)
- Пети-Оверне (426 чел.)
- Руже (2 185 чел.)
- Рюфинье (701 чел.)
- Сен-Жюльен-де-Вувант (967 чел.)
- Сент-Обен-де-Шато (1 763 чел.)
- Судан (2 003 чел.)
- Сульваш (343 чел.)
- Ферсе (472 чел.)
- Шатобриан (12 031 чел.)
- Эрбре (3 043 чел.)

## Политика
На президентских выборах 2022 г. жители кантона отдали в 1-м туре Эмманюэлю Макрону 32,5 % голосов против 25,4 % у Марин Ле Пен и 16,8 % у Жана-Люка Меланшона; во 2-м туре в кантоне победил Макрон, получивший 59,4 % голосов. (2017 год. 1 тур: Эмманюэль Макрон – 24,7 %, Франсуа Фийон – 23,1 %, Марин Ле Пен – 20,2 %, Жан-Люк Меланшон – 16,8 %; 2 тур: Макрон – 68,1 %. 2012 год. 1 тур: Николя Саркози — 29,5 %, Франсуа Олланд — 27,1 %, Марин Ле Пен — 16,7 %; 2 тур: Саркози — 50,3 %).
С 2021 года кантон в Совете департамента Атлантическая Луара представляют мэр коммуны Вильпо Филипп Дюграво (Philippe Dugravot) (Разные правые) и вице-мэр города Шатобриан Катрин Сирон (Catherine Ciron) (Республиканцы).
|                | Кандидаты                            | Партия                   | Первый тур | Первый тур     | Второй тур | Второй тур |
| Кол-во голосов | Кандидаты                            | Партия                   | % голосов  | Кол-во голосов | % голосов  |            |
| -------------- | ------------------------------------ | ------------------------ | ---------- | -------------- | ---------- | ---------- |
|                | Филипп Дюграво Катрин Сирон          | Правый блок              | 3 445      | 47,64          | 4 659      | 66,45      |
|                | Франсуаза Гиншар Бернар Годен        | Разные левые             | 1 859      | 25,71          | 2 352      | 33,55      |
|                | Кристиан Мокар Катрин Шолле          | Национальное объединение | 1 122      | 15,51          |            |            |
|                | Сильви Каркреф Франсуа-Ксавье Ле Эшо | Разные центристы         | 806        | 11,14          |            |            |

|                | Кандидаты                           | Партия             | Первый тур | Первый тур     | Второй тур | Второй тур |
| Кол-во голосов | Кандидаты                           | Партия             | % голосов  | Кол-во голосов | % голосов  |            |
| -------------- | ----------------------------------- | ------------------ | ---------- | -------------- | ---------- | ---------- |
|                | Бернар Дуо Катрин Сирон             | Правый блок        | 5 841      | 47,94          | 6 992      | 63,79      |
|                | Китери де Коньяк Жан-Мишель Дюкло   | Разные левые       | 3 491      | 28,65          | 3 969      | 36,21      |
|                | Жан-Франсис Миле Мюриэль Педраззани | Национальный фронт | 2 853      | 23,41          |            |            |